# Ralph Tortorici
Ralph Tortorici (* ca. 1968 in Albany, New York; † 10. August 1999 in Fallsburg, New York) war ein US-amerikanischer Geiselnehmer. Er war für die Geiselnahme am Campus der State University of New York in Albany am 14. Dezember 1994 verantwortlich.

## Leben

### Frühes Leben
Ralph Tortorici wurde etwa 1968 in Albany, der Hauptstadt des US-Bundesstaats New York geboren, und verlebte eine Kindheit und Jugend, wie etwa Gleichaltrige. Als Junge spielte er Schach, zeichnete sich aber auch sportlich aus, in dem er früh Wrestling-Unterricht nahm. Doch mit seinem Eintritt in die Pubertät begann er Aggressionen an den Tag zu legen und war gegenüber seinen Familienmitgliedern oft aufsässig.
Mit Anfang 20 zeigten sich bei Tortorici erste Anzeichen einer Schizophrenie. So behauptete er, ihm seien Mikrochips sowohl in seinem Gehirn, seinem Gebiss, selbst in seinem Penis installiert worden. Diese Chips, so seine Vorstellung, erlaubte es seiner Familie aber auch der Polizei, ihn zu lokalisieren. In Wahrheit litt Tortorici an einer deformierten Harnröhre, weshalb er dreimal Operationen unter Vollnarkose am Penis über sich ergehen lassen musste. Tortorici vermutete, die Ärzte hätten ihm einen Mikrochip eingesetzt.
Ende der 1980er Jahre absolvierte er seinen Militärdienst in der Nationalgarde, wurde wegen seines aufsässigen Verhaltens nach kurzer Zeit jedoch entlassen. 1990 schrieb er sich an der State University of New York in Albany ein, wo er ein Studium der Religionswissenschaften, Politik und Psychologie begann. Während der kommenden zwei Jahre las er Lektüre und beteiligte sich an Diskussionen, die ihn darin bestärkten, er wäre Opfer einer globalen Weltverschwörung, der er sich erwehren musste.
Im August 1992 suchte Tortorici ein Krankenhaus auf und bat den Arzt seinen Penis zu röntgen, da er vermutete, ihm sei ein Mikrochip installiert worden. Nach einer psychiatrischen Untersuchung wurde er in ein psychiatrische Klinik eingewiesen, in der er einige Wochen verbringen musste. Anfang 1993, wenige Wochen nach seiner Entlassung, suchte er eine Polizeistation auf, und behauptete dieses Mal, ein Mikrochip würde sich in seinem Gebiss befinden. Erneut verbrachte er einige Wochen in einer psychiatrischen Klinik.
Zwischen 1993 und 1994 begann sich Tortoricis Verhalten dramatisch ins Negative zu entwickeln. Er begann, Marihuana und Kokain zu konsumieren, Substanzen, die ihn in seinen Wahnvorstellungen noch bestärkten. Seine erste aktenkundlich erwähnte Straftat ereignete sich am 29. November 1993, als er wegen Kokainbesitzes kurzzeitig verhaftet wurde.

### Geiselnahme
Am 14. Dezember 1994 verlor Tortorici endgültig die Kontrolle über sein rationales Handeln. Mit einem Jagdmesser und einem Gewehr der Marke Remington Arms bewaffnet, welches er in einem Seesack versteckt trug, betrat er am Morgen den Campus der State University of New York. Er betrat um 9:00 Uhr willkürlich einen Hörsaal, in dem der aus Deutschland stammende Professor Hans Pohlsander vor rund 35 Studenten Griechische Geschichte dozierte. Als Pohlsander den Grund seiner Anwesenheit wissen wollte, zückte Tortorici seine Waffe. Zunächst gingen die Studenten von einer Übung aus, da in den Wochen zuvor die relativ liberalen Sicherheitsvorkehrungen an der Universität Gesprächsthema waren. Doch der Ernst der Lage wurde bald allen vollständig klar, als Tortorici den Studenten befahl, eine Barrikade aus Tischen und Stühlen vor den Eingängen zu errichten. Auch zwang Tortorici einem Jungen Wasser und Schaum aus einem Feuerlöscher vor dem Eingang auszuschütten, um so das Eindringen der Polizei auf einem feuchten Boden zu erschweren. In den ersten beiden Minuten durften zwei Studenten den Hörsaal verlassen, da sie begonnen hatten, hysterisch zu schreien. Im Lauf der ersten weiteren 30 Minuten erlaubte Tortorici Pohlsander und drei weiteren Studenten, den Raum zu verlassen. Zuletzt befanden sich zusammen mit Tortorici 30 Geiseln im Hörsaal. Die Freigelassenen erhielten von Tortorici den Auftrag, sowohl US-Präsident Bill Clinton aber auch den Gouverneur von New York, Mario Cuomo, sollten sich bei ihm melden. Was er mit den beiden Repräsentanten des Staates zu besprechen hatte, darüber schwieg sich Tortorici aus.
Pohlsander alarmierte sofort die Polizei, so dass zwischen 9:30 und 10:00 Uhr der Campus von schwerbewaffneten Einheiten umstellt wurde. Als Tortorici zwei Verhandlungsführer bemerkte, die sich dem Eingang zum Hörsaal näherten, gab er zumindest einen Schuss in Richtung der Männer ab, verfehlte beide jedoch.
Tortoricis Verhalten während der Geiselnahme war sehr unterschiedlich. Kommunizierte er noch mit den Verhandlungsführern in einem aggressiven bestimmenden Ton, sprach er mit den nur unwesentlich jüngeren Geiseln in einem freundschaftlichen Ton, der ihnen sogar Zigaretten anbot und sich erkundigte, ob sie Hunger hätten und er Essen bestellen solle. Auch erlaubte er ihnen, in einer Ecke des Hörsaals ein behelfsmäßiges Klosett zu errichten.
Gegen 11:30 Uhr dauerte die Geiselnahme bereits rund zweieinhalb Stunden. Weder Präsident Clinton noch Gouverneur Cuomo oder ein anderer hochrangiger Vertreter hatten sich bei Tortorici gemeldet. Dieser wurde zusehends ungeduldiger. In den letzten Minuten hatte zudem der 19-jährige Jason McEnaney begonnen, sich verbal gegen Tortorici aufzulehnen. Um 11:30 Uhr war es Tortorici zu viel. Er separierte McEnaney vom Rest der Gruppe und befahl ihm, sich am Eingang hinter einer der Barrikaden aufzustellen. McEnaney wurde binnen Sekunden klar, dass er wahrscheinlich das erste Opfer des Geiselnehmers sein würde. Geistesgegenwärtig und in einem Akt der Verzweiflung drehte er sich in Richtung Tortorici und ergriff den Lauf des Gewehrs. Tortorici verlor in der kurzen Handgreiflichkeit das Gewehr, nicht jedoch bevor sich ein Schuss löste. Die Kugel traf McEnaney in die Seite, verletzte dabei seinen Oberschenkel und seinen Unterbauch. Tortorici war einen Augenblick unbewaffnet und versuchte, sein Jagdmesser zu zücken, um damit auf den verletzten Studenten einzustechen. Doch beherzte mutige Studenten erkannten die Chance und fielen über Tortorici her. Während sie ihn festhielten, öffneten andere Studenten die Türen, so dass Polizisten den Hörsaal stürmen und Tortorici verhaften konnten.
Jason McEnaney wurde ins Krankenhaus gebracht, operiert und überlebte die Schussverletzung.

### Spätes Leben
In den ersten drei Monaten nach der Geiselnahme war lange Zeit fraglich, ob überhaupt Anklage gegen Ralph Tortorici erhoben werden durfte. Unter den Gesetzen des Staates New York musste ein Angeklagter der Verhandlung folgen können, was bei einer derart labilen Persönlichkeit Tortoricis mehr als fraglich war. Er wurde ins Mid-Hudson Psychiatric Center eingeliefert, wo er sich lange Zeit weigerte, Medikamente zu sich zu nehmen, aggressiv gegenüber dem Pflegepersonal auftrat und Anzeichen einer Paranoiden Schizophrenie an den Tag legte. Erst ab März 1995 begann sich sein Verhalten langsam zu bessern, da er begann, mit dem medizinischen Personal aber auch mit der Staatsanwaltschaft zu kooperieren.
Danach wurde Anklage gegen ihn erhoben. Während die Verteidigung versuchte, Tortorici als geistig nicht zurechnungsfähig auch während der Geiselnahme zu charakterisieren, und dies mit einer Reihe von psychiatrischen Gutachten untermauern wollte, bemühte sich die Staatsanwaltschaft Tortorici als jemanden darzustellen, der genau wusste, was er tat. Obwohl Dr. Lawrence Siegel, ein psychiatrischer Gutachter, den selbst die Staatsanwaltschaft ausgewählt hatte, zum Urteil kam, Tortorici sei während der Geiselnahme akut psychotisch gewesen, und er empfahl, die Eröffnung der Hauptverhandlung zu verschieben, verwarfen sowohl Staatsanwaltschaft aber auch Richter das Gutachten.
Der Prozess wurde am 3. Januar 1996 in Abwesenheit des Angeklagten eröffnet. Nach acht Tagen Prozessdauer musste die Jury entscheiden, die Tortorici am 16. Januar 1996 schuldig fand, der Entführung, der schweren Körperverletzung und des kriminellen Gebrauchs einer Schusswaffe. Ende Februar 1996 fällte der Richter das Urteil und verurteilte ihn zu einer Gefängnisstrafe von mindestens 20, maximal 47 Jahren. Als frühest möglicher Termin für ein Bewährungsgesuch wurde der 2. Oktober 2011 bestimmt. Die Verteidigung legte Berufung ein, mit der Begründung, das Gericht habe Dr. Siegels Urteil nicht ausreichend berücksichtigt. Der Antrag wurde im April 1998 abgelehnt. Ein weiterer Antrag auf Wiederaufnahme des Verfahrens, welches im Januar 1999 beim New York Court of Appeals eingereicht wurde, wurde ebenfalls abgelehnt. Ein letzter Versuch der Verteidiger war es, den Fall im Mai 1999 vor den Obersten Gerichtshof der Vereinigten Staaten zu bringen. Eine Entscheidung über den Fall sollte im Oktober 1999 getroffen werden, es kam jedoch nie zu einem Abschluss des Falls, da der Antragssteller zu diesem Zeitpunkt nicht mehr am Leben war.
Bereits im Juli 1996 versuchte Tortorici sich im Gefängnis das Leben zu nehmen, in dem er versuchte, sich mit einem Bettlaken zu erhängen. Der Suizidversuch scheiterte. In den kommenden drei Jahren musste er immer zwischen Gefängnis und psychiatrischer Klinik wechseln. Ein besonders tragischer Aspekt war zudem, dass Tortoricis älterer Bruder von Beruf Vollzugsbeamter war und so jeden Tag Kontakt zu seinem inhaftierten und psychisch kranken Bruder hatte.
Zuletzt verbrachte Tortorici rund ein Jahr als Patient im Central New York Psychiatric Center. Am 14. Juli 1999 wurde er ins Sullivan Correctional Facility eingeliefert, ein Gefängnis, welches speziell für psychisch kranke Patienten konzipiert war. Hier wurde er täglich von geschultem Fachpersonal betreut.
Am Morgen des 10. August 1999, gegen 4:48 Uhr wurde Tortorici wiederum mit einem Bettlaken um den Hals in seiner Zelle aufgefunden. Obwohl die Ärzte alles versuchten, um ihn zu reanimieren, stellte der Gerichtsmediziner zwei Stunden später, um 6:47 Uhr, den Tod des 31 Jahre alten Ralph Tortorici fest.

## Verfilmung
In der ersten Staffel der Fernsehserie Criminal Minds (1.9: Entgleist) nimmt ein psychotischer Krimineller die Passagiere eines Zugs als Geiseln. Er nimmt an, ein Computerchip wäre ihm von einer „höheren Gewalt“ unter die Haut implantiert worden, den er nun entfernt haben wolle. Der Fall basiert, leicht abgewandelt, auf dem Fall von Ralph Tortorici.